# 7657 Jefflarsen
7657 Jefflarsen este un asteroid din centura principală de asteroizi.

## Descriere
7657 Jefflarsen este un asteroid din centura principală de asteroizi. A fost descoperit pe 25 aprilie 1992 la Kitt Peak National Observatory în cadrul proiectului Spacewatch. El prezintă o orbită caracterizată de o semiaxă mare de 2,91 ua, o excentricitate de 0,06 și o înclinație de 2,7° în raport cu ecliptica.